# Furtei
Furtei (en sard, Furtei) és un municipi italià, dins de la província de Sardenya del Sud. L'any 2007 tenia 1.652 habitants. Es troba a la regió de Marmilla. Limita amb els municipis de Guasila (CA), Samassi, Sanluri, Segariu, Serrenti i Villamar.

## Administració
| Període | Identitat   | Partit        |
| ------- | ----------- | ------------- |
| 2005-   | Luciano Cau | Llista cívica |